# Keihässaari, Somero
Keihässaari är en ö i Finland. Den ligger i sjön Painio och i kommunen Somero i den ekonomiska regionen  Salo ekonomiska region och landskapet Egentliga Finland, i den södra delen av landet, 80 km nordväst om huvudstaden Helsingfors. Öns största längd är 140 meter i sydöst-nordvästlig riktning.